# Figuración (música)

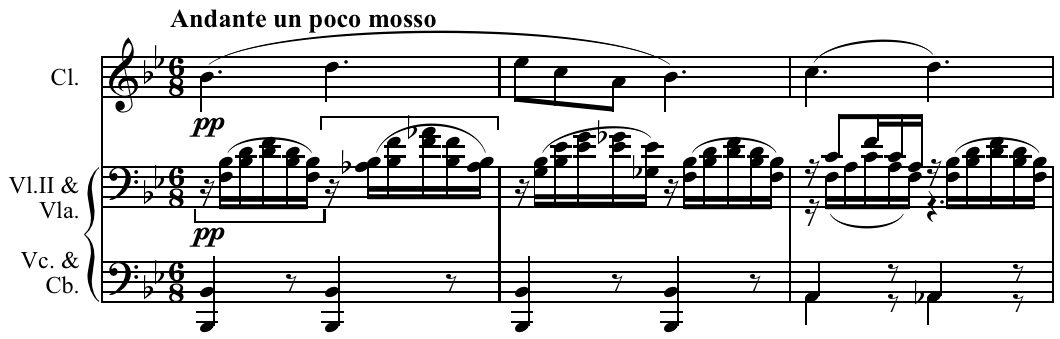
Figuración de acompañamiento en el Octeto, Op. 166 de Schubert.

Una figuración musical es la frase más corta en la música; una breve sucesión de notas, a menudo recurrentes. Puede tener un motivo melódico, rítmico o progresión armónica y puede abarcar desde solo dos notas hasta unos pocos compases.
El Diccionario Grove de 1964 define la figura como "la contraparte exacta del 'motiv' alemán y del 'motif' francés": produce una "única impresión completa e inconfundible". Para Roger Scruton, sin embargo, una figura se distingue de un motivo en que una figura sería el fondo mientras que el motivo sería el primer plano:

Una figura se asemeja a una moldura en arquitectura: está 'abierta en ambos extremos', para ser infinitamente repetible. Al escuchar una frase como figura, más que como motivo, la estamos colocando al mismo tiempo en un segundo plano, aunque sea ... fuerte y melodiosa.
Roger Scruton, The Aesthetics of Music

El musicólogo Allen Forte describe el término figuración con posible aplicación a dos significados distintos:

Si el término se usa solo, generalmente se refiere a figuraciones instrumentales como el bajo Alberti y un trino mesurado... El término figuración también se utiliza para describir el proceso general de embellecimiento melódico. Así, a menudo leemos de melodía 'figurada' o de 'figuración' coral... La figuración no tiene nada que ver con bajo figurado, excepto en la medida en que los números a menudo designan notas de adorno.
Allen Forte, Tonal Harmony in Concept and Practice

Una frase presentada o escuchada originalmente como motivo puede convertirse en una figura que acompaña a otra melodía, como en el segundo movimiento del Cuarteto de cuerdas de Claude Debussy. Quizás sea mejor ver una figura como un motivo cuando tiene una importancia especial en una composición musical. Para John D. White, los motivos son 'importantes en la estructura de la obra', mientras que las figuras o figuraciones no lo son y 'a menudo pueden aparecer en pasajes de acompañamiento o en material de transición o conectivo diseñado para unir dos secciones', siendo lo primero más común.
La música minimalista se puede construir enteramente a partir de figuras. Scruton describe la música de Philip Glass como en la ópera Akhnaten como 'nada más que figuras ... interminables cadenas de margaritas'.
En la música popular estadounidense, una figura básica es conocida como riff.

## Importancia de las figuraciones
La figuración juega un papel muy importante en la música instrumental, donde es necesario que se produzca una impresión fuerte y definida para responder al propósito de las palabras y transmitir el sentido de vitalidad a la sucesión de sonidos que de otro modo sería incoherente. En la música vocal pura, no sería el caso, ya que, por un lado, las palabras ayudan al escuchante a seguir y comprender lo que oyen, y por otro lado, la calidad de las voces en combinación es tal que hace que los rasgos característicos fuertes sean algo inapropiados. Pero sin figuras fuertemente marcadas, difícilmente se puede percibir la razón misma de la existencia de los movimientos instrumentales, y el éxito de un movimiento de cualquier dimensión debe depender en última instancia, en gran medida, del desarrollo apropiado de las figuras que están contenidas en el tema principal. La expresión común de que un tema es muy 'trabajable' simplemente significa que contiene figuras bien marcadas; aunque debe observarse, por otra parte, que no son pocos los casos en los que un tratamiento magistral ha revestido con un poderoso interés a una figura que, a primera vista, parecería totalmente deficiente en sí.

## Atribución
- Este artículo incorpora texto de esta fuente, que es de dominio público: Grove, Sir George (1908). Grove's Dictionary of Music and Musicians. 2. Nueva York: Macmillan.

- Datos: Q1412049